# Lepel (Film)
Lepel ist der Titel eines Kinderfilms aus dem Jahr 2005. Das Drehbuch schrieb Mieke de Jong, Willem van de Sande Bakhuyzen führte Regie. Die deutsch-britisch-niederländische Gemeinschaftsproduktion wurde im Jahr 2004 in den Städten Gera, Weimar und Leipzig gedreht. Die Premiere fand am 20. Oktober 2005 statt.  

## Handlung
Der siebenjährige Lepel (deutsch: Löffel) lebt bei seiner Großmutter, der Inhaberin eines kleinen Kurzwarengeschäfts. Die Großmutter versorgt sich mit Knöpfen, indem sie bei Kaufhausbesuchen riesige Mengen an Hemden, Blusen und Jacken in die Umkleidekabine mitnimmt und dort die Knöpfe abschneidet. Bei ihren Kaufhausbesuchen muss ihr Lepel stets die Kleidungsstücke in die Umkleidekabine tragen, zu Hause zwingt ihn seine Großmutter die Knopfausbeute zu sortieren.
Um diesem tristen Leben zu entkommen, beschließt Löffel nicht mit seiner Großmutter nach Hause zu gehen, sondern stattdessen im Kaufhaus zu übernachten. Dort entdeckt er, dass er nicht allein ist. Die 13-jährige Pleun lebt schon seit einiger Zeit im Kaufhaus. Die Tage verbringt sie schlafend in einem Regal hinter Pullovern und Krawatten, nachts bedient sie sich aus der Kuchenvitrine. Lediglich Verkäufer Max weiß von ihrer verborgenen Existenz. Während Pleun das geheime Dasein im Kaufhaus einem langweiligen Leben mit nervenden Eltern vorzieht, wünscht sich Lepel nichts sehnlicher als seinen Vater und seine Mutter endlich wiederzusehen, die mit einem Freiballon die Welt umrunden.
Eines Tages erfährt Lepel, dass seine Eltern bei einem Absturz ums Leben gekommen sind. Zu seiner herrischen Großmutter will er nicht mehr zurück, auch nicht in die Schule zu seinem Mathematiklehrer. Letzterer benutzt Lepels Rechentalent nur dazu, um einen Preis bei einem Kopfrechenwettbewerb zu gewinnen. Darum machen sich Pleun und der Verkäufer Max auf die Suche nach geeigneten Eltern für Lepel. Max versucht zunächst verschiedene Kaufhauskundinnen als Mutter anzuwerben, was allerdings an den selbstsüchtigen Wünschen der Frauen scheitert.
In der Kaufhausbesitzerin Broer entdeckt Max nicht nur seine Liebe, sondern auch die richtige Mutter für Lepel. Als „Team – Broer“, Max, Lepel, Pleun – verwirklichen sie Broers Traum, in einem Geländefahrzeug an einer Afrika-Rallye teilzunehmen.

## Kritik
„Wunderbar zwischen surrealem Märchen und existenziellen Problemen von Kindern balancierender Film, der auch schauspielerisch und gestalterisch überzeugt.“

## Auszeichnungen
Der Film gewann 2005 den im Rahmen des 14. Kinder-Film&Fernsehfestival „Goldener Spatz 2005“ den Preis des Rundfunkrat des Mitteldeutschen Rundfunks als Preis der Fachjury für das beste Drehbuch.